# Erigeron fernandezius
Erigeron fernandezius là một loài thực vật có hoa trong họ Cúc. Loài này được (Colla) Harling mô tả khoa học đầu tiên năm 1962.